# 나고야 오션스
나고야 오션스는 일본의 풋살 클럽이다.

## 우승 기록
- F.리그
  - 우승(7): 2007-08, 2008-09, 2009-10, 2010-11, 2011-12, 2012-13, 2013-14

- AFC 풋살 클럽 챔피언십
  - 우승(4): 2011, 2014, 2016, 2019